# Tytthoscincus temasekensis
Tytthoscincus temasekensis — вид сцинкоподібних ящірок родини сцинкових (Scincidae). Мешкає в Сінгапурі і Малайзії.

## Поширення і екологія
Tytthoscincus temasekensis мешкають в Сінгапурі та на Малайському півострові. Вони живуть в заболочених лісах, серед опалого листя, на болотах та на берегах струмків.